# جون مولهولاند (لاعب كرة قدم)
جون مولهولاند (بالإنجليزية: John Mulholland)‏ (20 يناير 1932 بدمبارتون في المملكة المتحدة - 2000) هو لاعب كرة قدم بريطاني في مركز الهجوم. لعب مع نادي تشستر سيتي ونادي هاليفاكس تاون وLovell's Athletic F.C. ‏.